# PC Engine
PC Engine (PCエンジン?), nota come TurboGrafx-16 in Nordamerica, è una console da tavolo giapponese prodotta da NEC in collaborazione con Hudson Soft tra il 1987 e il 1994.
La versione per il mercato nordamericano venne introdotta nel 1989, mentre in Europa la console ebbe una distribuzione ufficiale come PC Engine in Francia e una piuttosto limitata, con il nome Turbografx, in Regno Unito, Spagna e Portogallo; ci fu comunque una certa diffusione del PC Engine in Europa attraverso il mercato grigio.
La console è basata su un microprocessore a 8 bit (il Hudson HuC6280, un derivato dalla famiglia del MOS 6502, di potenza superiore alla media), coadiuvato da un coprocessore grafico a 16 bit. Nel complesso aveva capacità vicine a quelle delle allora emergenti console con processore a 16 bit, ed ebbe un grande successo in Giappone, ma non riuscì ad affermarsi negli Stati Uniti.
Il PC Engine ebbe anche la capacità innovativa di eseguire giochi su CD-ROM, prima con l'introduzione, pochi mesi dopo il lancio della console, di una periferica opzionale (il CD-ROM², o TurboGrafx-CD in Nordamerica), poi con la versione PC Engine Duo dotata di lettore integrato.

## Storia

### Il contesto e il progetto
All'inizio degli anni 1980 in Giappone erano molto popolari i personal computer PC-88 e PC-98, in competizione con MSX, su cui venivano sviluppati numerosi videogiochi che tuttavia non venivano distribuiti nel resto del mondo.
Nel 1983 Nintendo mise in commercio sul mercato giapponese il Family Computer, riuscendo a venderne oltre 2 milioni di unità nell'arco di un anno. Oltre alla possibilità di giocare a titoli basati sugli arcade prodotti della casa giapponese, il Famicom presentava alcuni giochi di terze parti. La prima azienda a sviluppare per la console Nintendo fu Hudson Soft che nel 1983 realizzò una conversione di Lode Runner per Famicom. La software house aveva inoltre ottenuto l'autorizzazione da Nintendo per la realizzazione di Super Mario Bros. Special per PC-88, oltre alla creazione di versioni per home computer giapponesi di titoli celebri della console.
Nonostante il successo come produttrice di videogiochi, Hudson Soft aveva altri progetti: voleva realizzare una nuova console che non utilizzasse le cartucce come supporto di memorizzazione dei giochi, tuttavia aveva necessità di un partner per realizzare e mettere in commercio la nuova piattaforma. L'idea venne inizialmente proposta a Nintendo, che rifiutò, ma NEC colse l'occasione per inserirsi nel mercato delle console sfruttando il know-how dei tecnici Hudson Soft.

### La commercializzazione e la versione USA
Considerata una delle più compatte console mai realizzate, la piattaforma venne messa in commercio in Giappone il 30 ottobre 1987. Il nome PC Engine, oltre a richiamare le precedenti serie di personal computer prodotti da NEC, fu scelto per indicare la capacità di espansione del sistema. Nell'aprile del 1988 il PC Engine aveva raggiunto le 1,5 milioni di unità vendute, conquistando metà del mercato videoludico giapponese. Nell'ottobre dello stesso anno la console si trovò in competizione con il Sega Mega Drive.

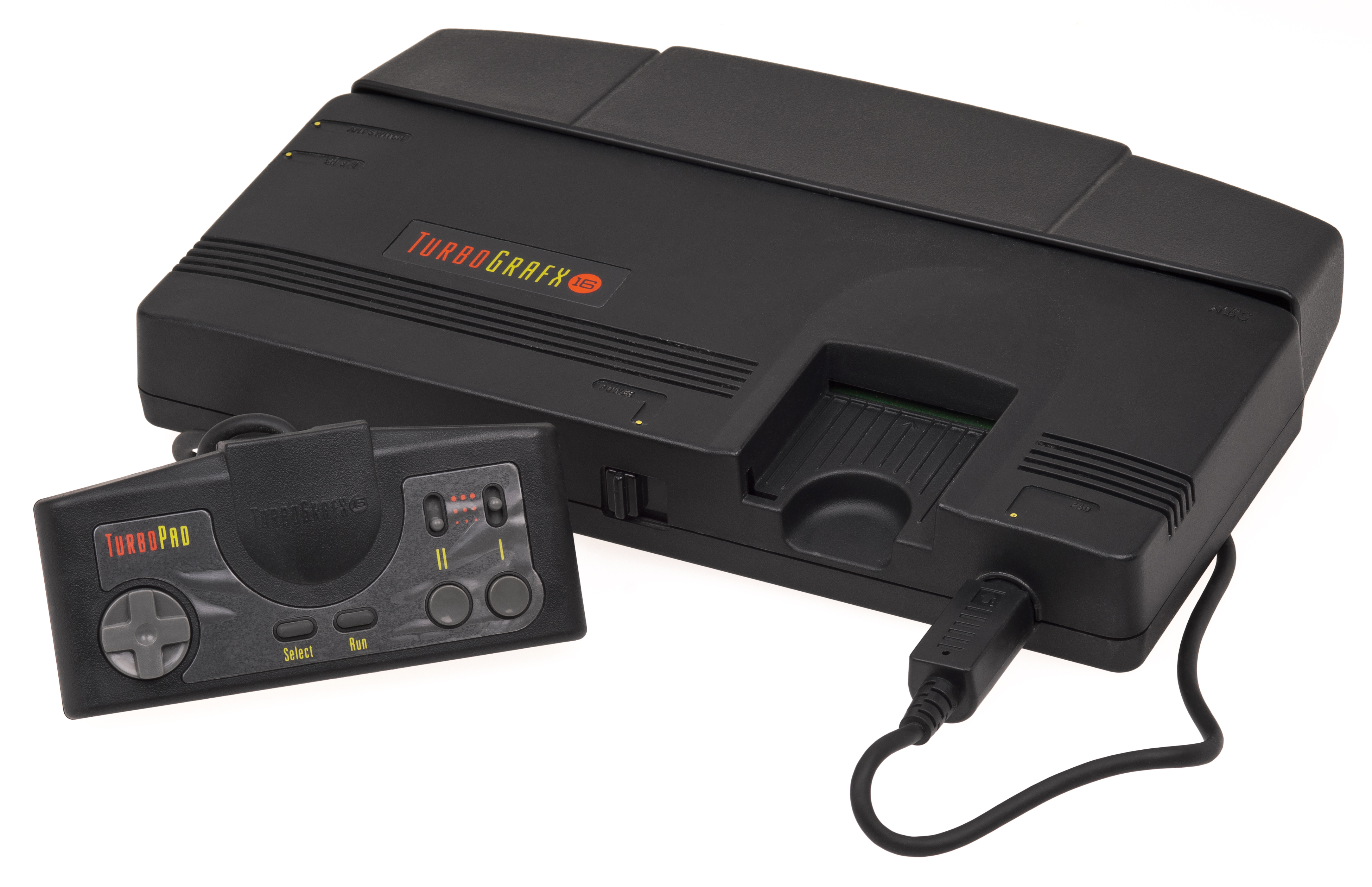
La versione nordamericana TurboGrafx-16

Il 23 maggio 1989 NEC annunciò di voler commercializzare la console nel mercato statunitense con il nome di TurboGrafx-16. Nonostante la console arrivò negli scaffali solamente in autunno al prezzo di 199 dollari, durante l'estate il TurboGrafx-16 venne distribuito a New York e Los Angeles, replicando quanto già fatto da SEGA alcune settimane prima con il Genesis. Nella confezione, oltre alla piattaforma, era incluso un solo gamepad e una copia di Keith Courage in Alpha Zones.

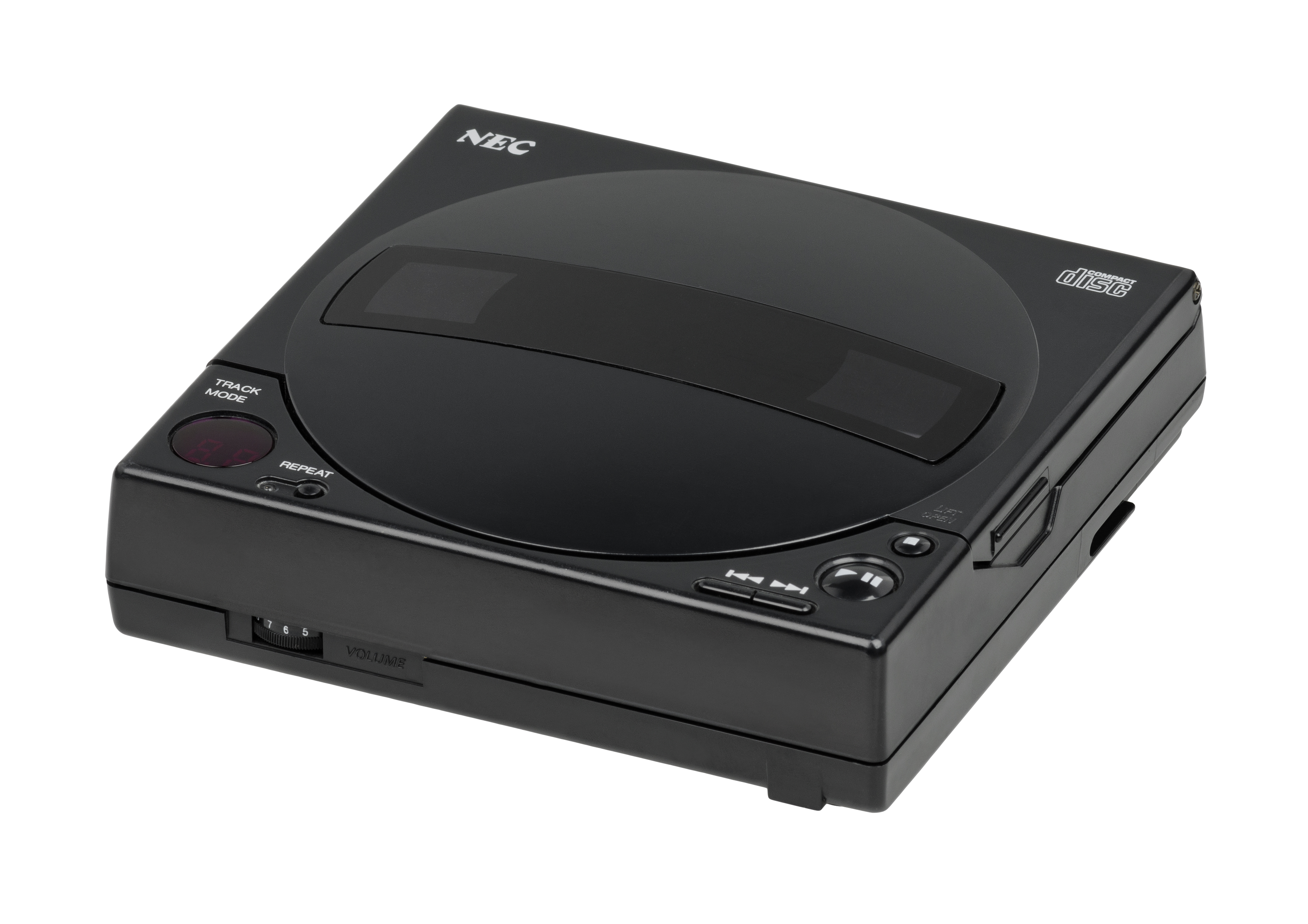
TurboGrafx-CD

Nonostante fosse esteticamente diversa dal PC Engine, essendo più ingombrante e di colore nero, il TurboGrafx-16 utilizzava lo stesso tipo di cartucce del suo omologo giapponese, sebbene non fosse in grado di eseguire le versioni nipponiche dei titoli disponibili. La console era inoltre in grado di eseguire giochi su CD-ROM grazie al TurboGrafx-CD, versione statunitense del lettore CD esterno CD-ROM² (シーディーロムロム?) per PC Engine. Oltre che negli Stati Uniti d'America, un numero molto ridotto di pezzi venne distribuito in Europa, con il nome TurboGrafx (senza il 16 finale) e con un accorgimento per rendere la console compatibile con lo standard PAL.

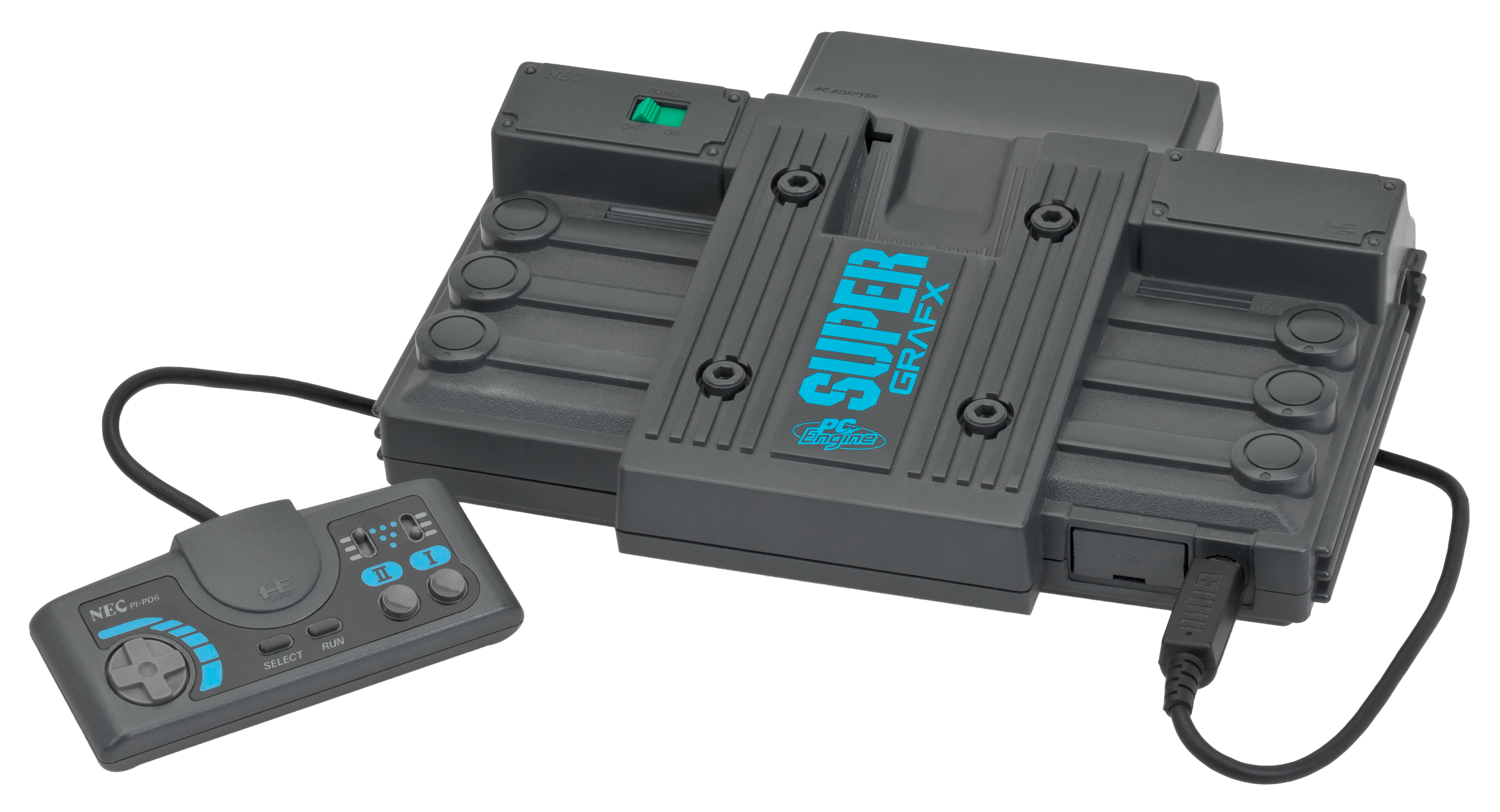
SuperGrafx

### Le nuove revisioni e il SuperGrafx
Mentre negli Stati Uniti NEC si concentrava sul TurboGrafx-16, in Giappone venivano messe in commercio tre differenti versioni del PC Engine: Shuttle, CoreGrafx e SuperGrafx. Questi ultimi modelli vennero distribuiti in Francia dalla Sodipeng, mentre lo Shuttle, modello economico incompatibile con il CD-ROM², non riscosse particolare successo. Il SuperGrafx, il cui nome era ispirato alla console distribuita sul suolo americano, doveva competere con la console Nintendo che avrebbe sostituito il Famicom, il Super Famicom, tuttavia oltre a essere compatibile con la libreria del PC Engine, era in grado di eseguire solamente cinque giochi esclusivi. Al Consumer Electronics Show del 1990 NEC presentò il TurboExpress, console portatile compatibile con i giochi del TurboGrafx-16 disponibili su TurboChip.

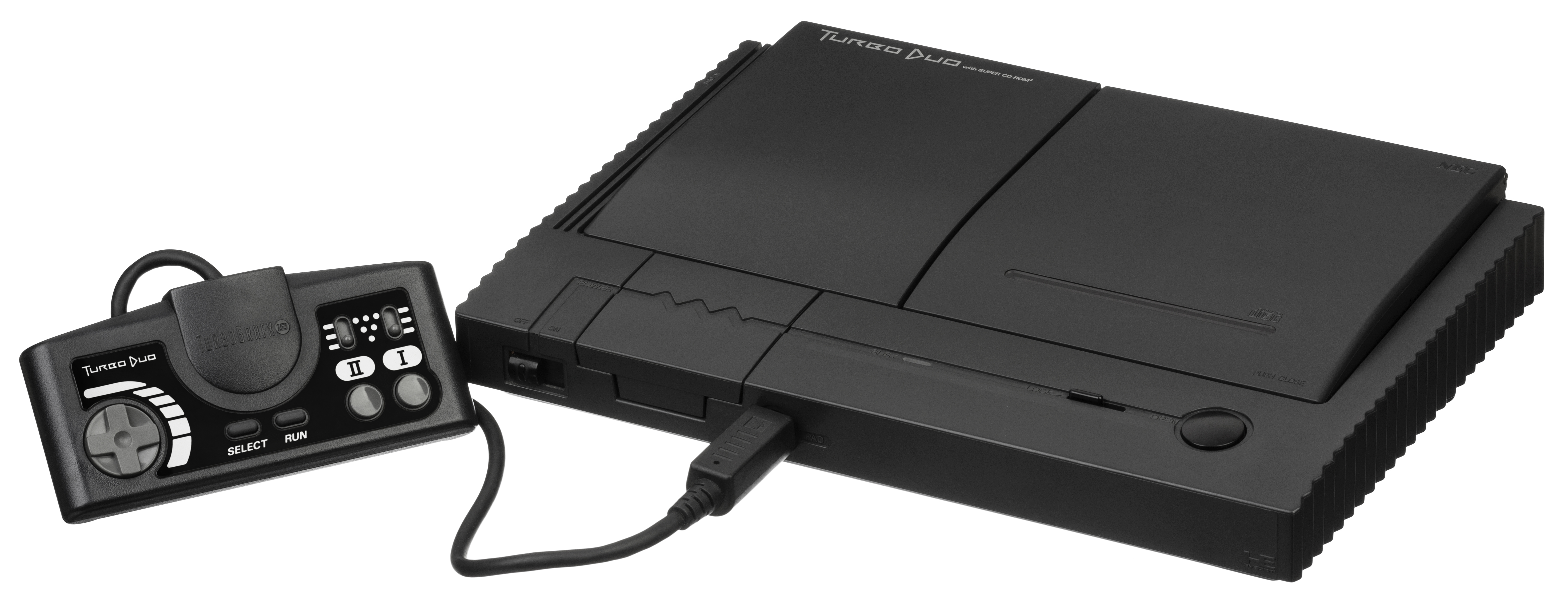
TurboDuo

### La concorrenza e la fine
Nel 1991 tuttavia il mercato era già dominato per diversi motivi da Nintendo e SEGA. NEC provò prima a ridurre il prezzo della sua console domestica e in seguito annunciò il lancio del TurboDuo, una versione del TurboGrafx-16 con lettore CD integrato, già disponibile in Giappone con il nome di PC Engine Duo. Nell'aprile 1992 NEC e HudsonSoft fondarono la joint venture Turbo Technologies Incorporated (TTi), che si occupò della distribuzione sul mercato americano della nuova piattaforma a partire dall'ottobre dello stesso anno. TTi provò a ridurre ulteriormente il prezzo del TurboGrafx-16, del TurboGrafx-CD e del TurboExpress, senza ottenere particolare successo neanche dopo aver modificato il nome della sua ultima console in Duo. Nel 1993 NEC iniziò a lavorare alla successiva console ovvero il PC-FX, mentre l'ultima versione del PC Engine venne immessa sul mercato nel 1994 col nome di DUO-RX ma la produzione cessò definitivamente nel 1995.

## Caratteristiche
La console è una macchina con processore a 8 bit e una GPU a 16 bit dedicata, con 64 kbyte di memoria video, in grado di visualizzare fino a 482 colori sullo schermo contemporaneamente, e un chip dedicato al sonoro.
La console utilizza come supporto di memorizzazione delle schede dette HuCard, un tipo di cartucce molto sottili e piccole sviluppate dalla Hudson, il co-sviluppatore della console. Le cartucce hanno la dimensione di una carta di credito più spessa. Come dimensione assomigliano ai supporti utilizzati dal Sega Master System per alcuni tipi di giochi, ma a differenza di questo il PC Engine prevede solo questo tipo di cartucce.

## Accessori

### CD-ROM²/TurboGrafx-CD
Il CD-ROM² è un accessorio per il PC Engine uscito in Giappone il 4 dicembre 1988. Questo add-on permette di giocare ai giochi PC Engine in formato CD-ROM assieme a quelli HuCard standard. Ciò ha reso il PC Engine la prima console a riprodurre i giochi in formato CD-ROM. Inizialmente fu venduto separatamente come un normale lettore CD. Per poter comunicare con il PC Engine, esso doveva venire attaccato alla console tramite l'Interface Unit, anche esso inizialmente venduto separatamente assieme alla prima versione della System Card (la 1.0) per poi venire venduto assieme al lettore CD-ROM² e alla seconda versione aggiornata della System Card (la 2.0) l'anno seguente. Un anno dopo il CD-ROM² sbarcò negli Stati Uniti col nome di TurboGrafx-CD. Questa versione per poter comunicare col TurboGrafx-16 andava attaccata sopra la console anziché in un adattatore separato come la sua versione nipponica. Il CD-ROM² aveva un prezzo di lancio di ¥32.800, mentre il TurboGrafx-CD aveva un prezzo di $399,99 e non includeva giochi. I titoli di lancio furono Fighting Street (conversione del primo Street Fighter) e Wonder Boy III: Monster Lair, poi seguiti da Ys Book I & II. In caso di smarrimento/danneggiamento della System Card originale, si poteva optare per la System Card 2.1 (versione aggiornata della 2.0) come rimpiazzo.

### Super CD-ROM²
Nel 1991 NEC introdusse una versione aggiornata del CD-ROM² col nome di Super CD-ROM². Non solo aggiorna il BIOS alla versione 3.0, ma aumenta anche la RAM da 64 KB a 256 KB. Questo aggiornamento lo si poteva trovare in tre formati:
- Il primo formato era il PC Engine Duo (conosciuto col nome di TurboDuo negli Stati Uniti), una versione del PC Engine/TurboGrafx-16 con lettore CD integrato che aveva già integrata nel sistema la versione aggionta del BIOS/RAM. Uscì il 21 settembre 1991 in Giappone e il 10 ottobre 1992 negli Stati Uniti.
- Il secondo formato uscì sotto forma della Super System Card, terza versione della System Card (3.0). Questo formato fu realizzato per chi possedeva il modello originale del CD-ROM² e voleva aggiornare il BIOS alla versione 3.0 rimpiazzando le vecchie System Card. Uscì il 26 ottobre 1991.
- Il terzo e ultimo formato uscì come una versione aggiornata dell'originale lettore CD-ROM², col nome di Super CD-ROM². Questo nuovo lettore, al contrario del suo predecessore, per poter comunicare con il PC Engine doveva venire attaccato sopra la console (come il suo predecessore occidentale) anziché tramite un adattatore separato. Questo formato fu realizzato per chi possedeva un PC Engine, CoreGrafx o SuperGrafx. Uscì il 13 dicembre 1991.

Il primo gioco in formato Super CD-ROM fu Gate of Thunder (1992), poi seguito da altri titoli celebri come Lords of Thunder (1993) e Castlevania: Rondo of Blood (1993).

### Arcade Card
Per competere con il Super Nintendo e il Sega Mega Drive, nel 1994 NEC introdusse un ulteriore aggiornamento col nome di Arcade Card. L'Arcade Card aumenta di molto la memoria del Super CD-ROM², da 256 KB a 2 MB. Questo aggiornamento lo si poteva trovere in due formati:
- Il primo formato è Arcade Card Duo. Questo formato fu realizzato per i sistemi che avevano già installato il Super CD-ROM² (esempio, il PC Engine Duo).
- Il secondo formato è Arcade Card Pro. Questo formato fu realizzato per chi possedeva il modello originale del CD-ROM², combinando le funzionalità della Super System Card e dell'Arcade Card Duo in una.

Grazie a questo aggiornamento, era possibile ottenere conversioni di giochi Neo Geo di alta qualità. Infatti, i primi giochi a usare questo aggiornamento erano conversioni di Fatal Fury 2 e Art of Fighting, poi seguiti da conversioni di World Heroes 2 e Fatal Fury Special e da giochi originali, come il celebre Ginga Fukei Densetsu Sapphire.

## Videogiochi
Si conoscono quasi 900 titoli per PC Engine, in gran parte usciti ufficialmente solo in Giappone.
La rivista The Games Machine, in una selezione di dieci giochi rappresentativi della console, inserisce R-Type, Winds of Thunder, Bikkuriman World, Galaga '88, Gunhead, PC Genjin, Parasol Stars, Akumajō Dracula X Chi no Rondo, Street Fighter II: Champion Edition, Ginga Fukei Densetsu Sapphire.
La rivista Retro Gamer identifica in particolare cinque "giochi essenziali" usciti su CD per PC Engine dotata di CD-ROM²: Akumajō Dracula X Chi no Rondo, Seirei Senshi Spriggan, Ys: Book I & II (raccolta di versioni migliorate di Ys e Ys II), Lords of Thunder, Fatal Fury Special.
Tra i migliori giochi sviluppati in Occidente e non arrivati ufficialmente in Giappone, la rivista ricorda Davis Cup Tennis, Falcon, Impossamole, Turrican, André Panza Kick Boxing, Yo, Bro, TaleSpin, Order of the Griffon, Battle Royale, Darkwing Duck.

## Galleria d'immagini

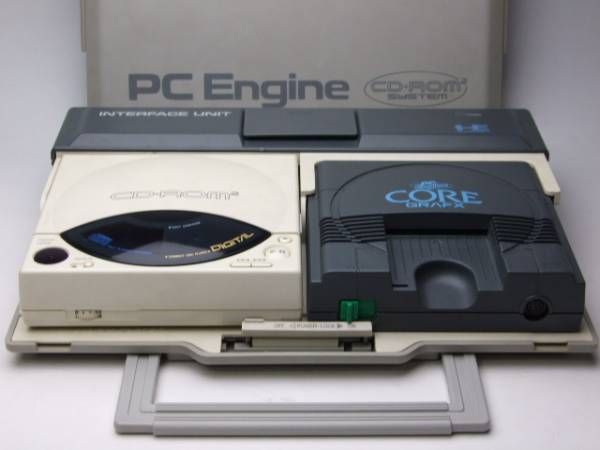
PC-Engine CoreGrafx CD-ROM²
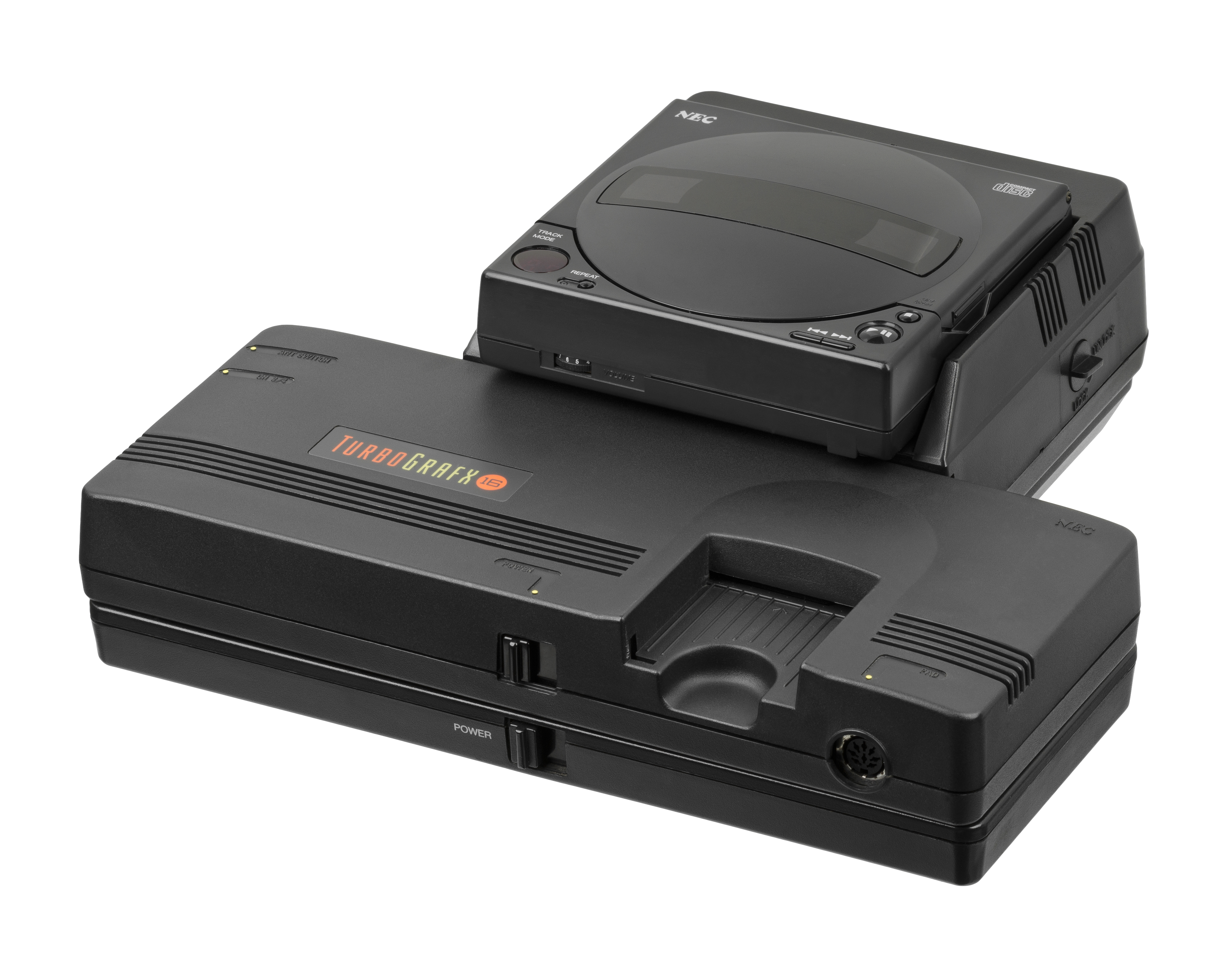
TurboGrafx-16 CD-ROM²
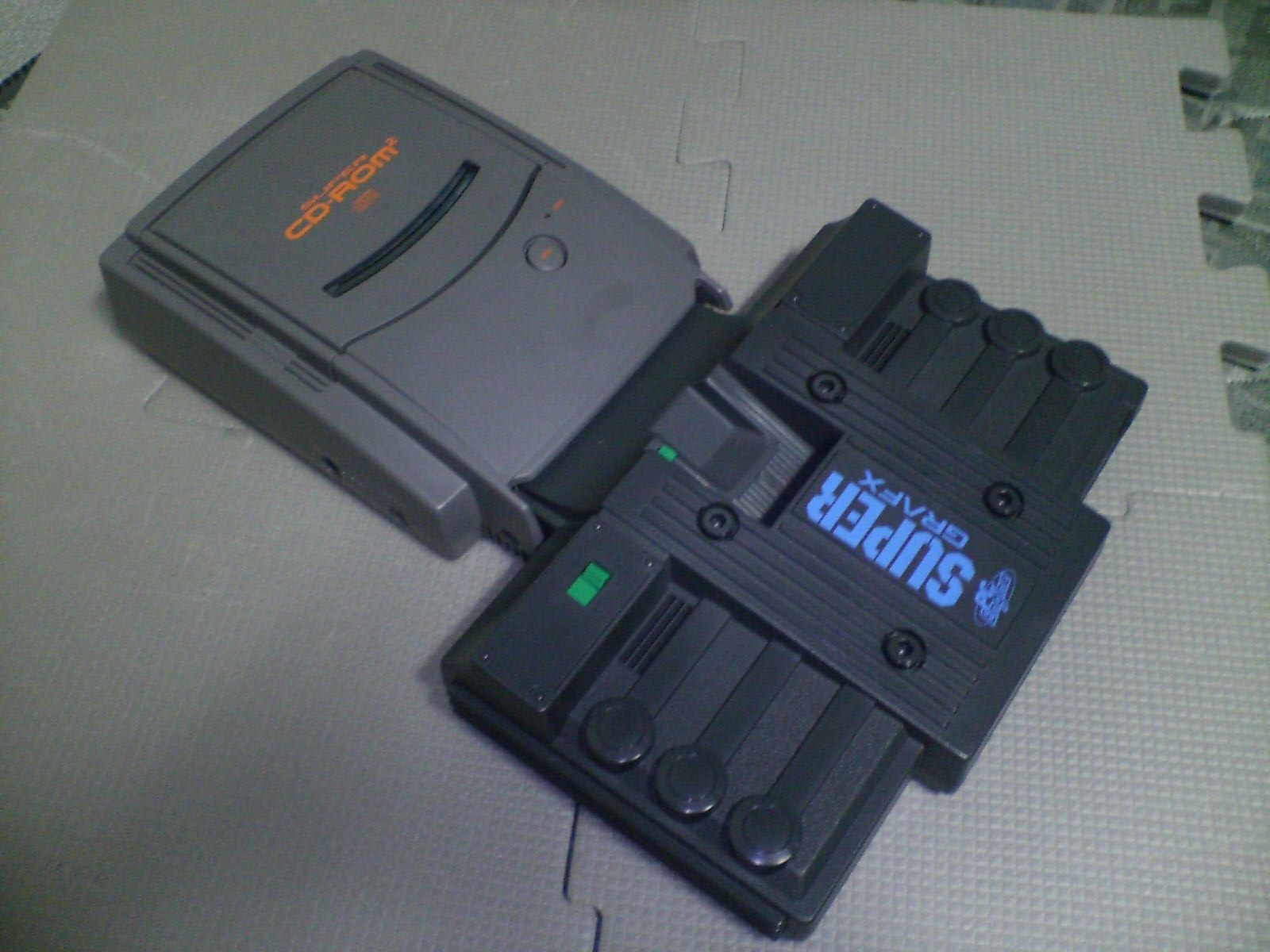
SuperGrafx Super-CD-ROM²
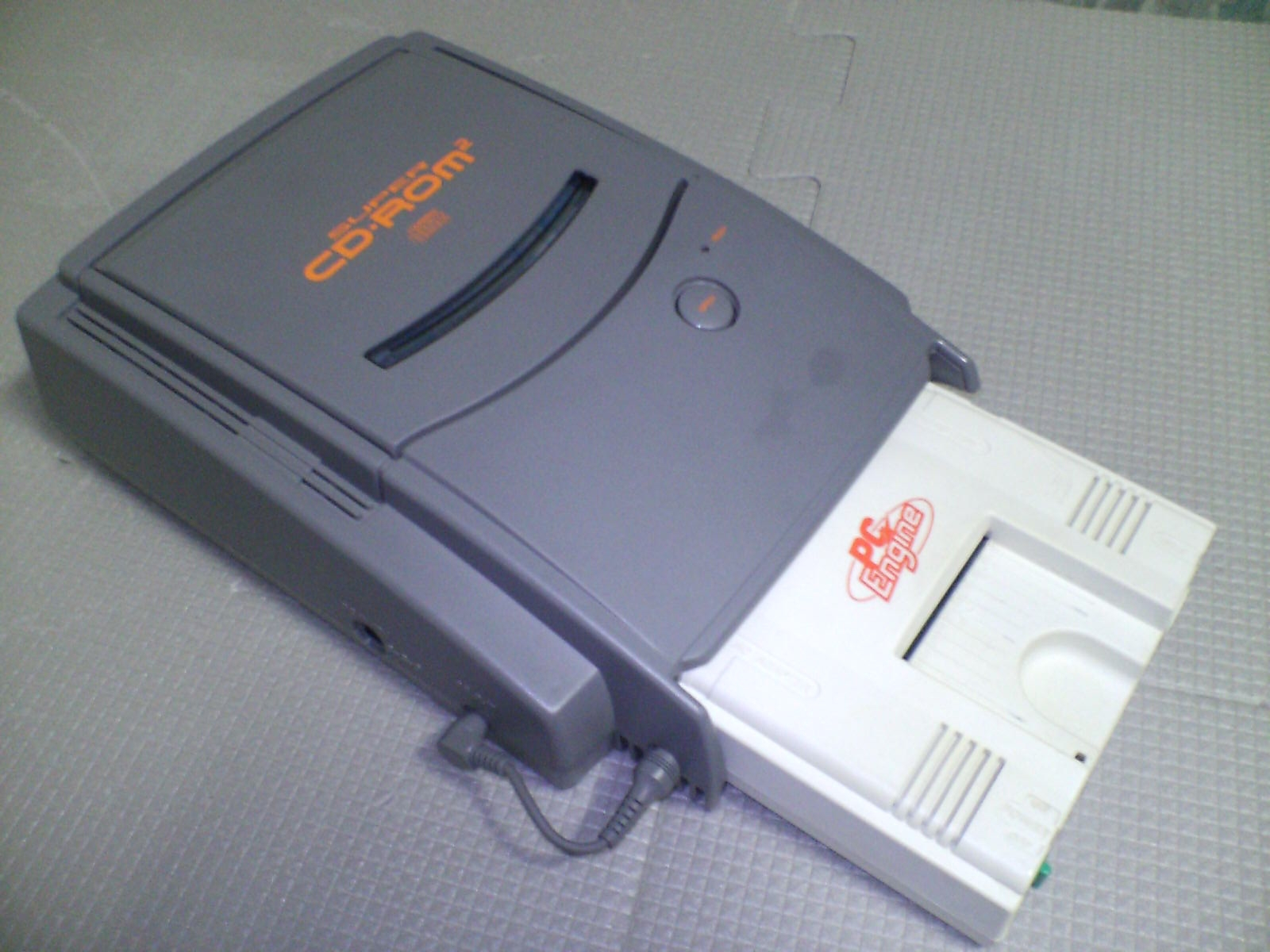
PC Engine Super-CD-ROM²
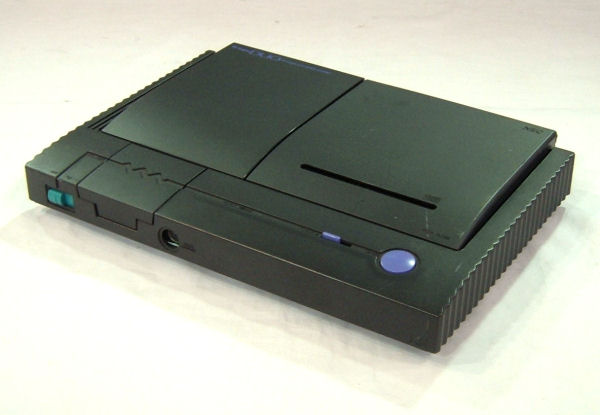
PC-Engine-Duo
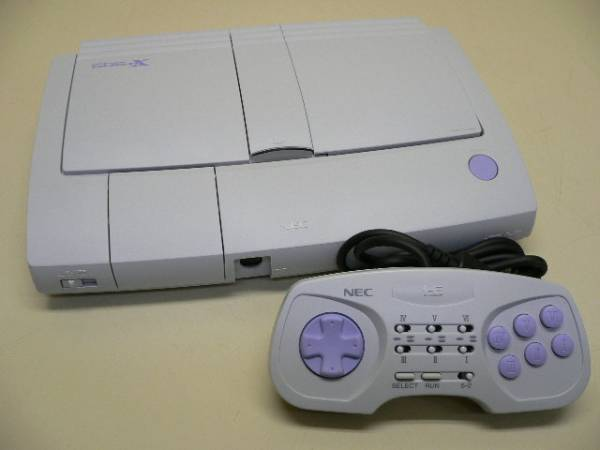
PC-Engine-Duo-RX
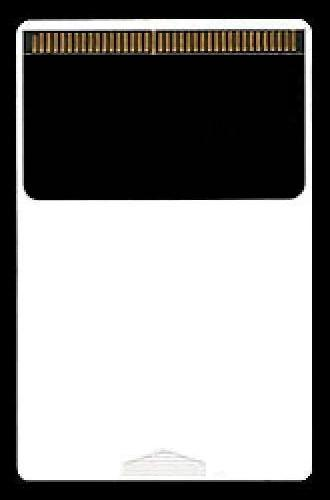
Cartuccia HuCard